# Павел Калянджи
Павел Цанев Калянджи е български просветен деец.

## Биография
Той е роден на 4 януари 1838 година в Лясковец. По време на Кримската война заминава за Бесарабия, където се записва като доброволец. Учи в гимназията в Болград. През 1859 година завършва Ришельовския лицей в Одеса, след което е учител в родния си град, където е заподозрян от османските власти, че е руски агент и му се налага да напусне страната. Учителства в Галац и в Южна Бесарабия. Там той развива активна дейност в полза на преподаването на роден език сред бесарабските българи и е сред инициаторите за създаването на Комратско централно училище по подобие на Болградското. Между 1861 и 1863 г. е инспектор на българските училища в бесарабските колонии. По време на Априлското въстание организира чети и търси пари помощи от Русия, а по време на Сръбско-турската война от 1876 г. набира доброволци. Известно време живее в Исмаил и Кишинев. След Освобождението е председател на Провадийския окръжен съд. По-късно е търговец във Варна, издава там вестник „Свободна България“. Отделно е бил председател на общинското училищно настоятелство. Автор е на „Български буквар“ (1861), „Кратка читанка за взаимните училища“ (1861), „Другар за детцата“ (1867), сътрудничи на вестник „Дунавска зора“.
Павел Калянджи умира на 15 август 1890 година. Негов зет е генерал-майор Паун Бананов. В Българския исторически архив на Народната библиотека "Св.св. Кирил и Методий" се пази негов фонд: Фонд № 19; 103 арх. ед., 841 док., 2107 л.; 1860 . . . 1903 г.